# Fleurieu-sur-Saône
Fleurieu-sur-Saône è un comune francese di 1 381 abitanti situato nella metropoli di Lione della regione Alvernia-Rodano-Alpi.

## Società

### Evoluzione demografica
Abitanti censiti